# Taeniolella punctata
Taeniolella punctata is een parasiet die leeft op korstmossen. Hij leeft op het gewoon schriftmos (Graphis scripta).

## Kenmerken
Taeniolella punctata is parasitaire hyphomyceet die zwarte plekken op thalli van Graphis scripta vormt.

## Verspreiding
In Europa komt het algemeen voor. In Nederland komt het zeer zeldzaam voor.